# Pornotopi
| Pornotopi |
| --- |
| Pornotopi (här illustrerad av inspelning av en pornografisk film) är en spelplats styrd av sex. - Betydelse – påhittad plats styrd av fantasier och dominerad av mänsklig sexuell aktivitet - Bakgrund – 1996 av litteraturkritikern Steven Marcus - Relaterade begrepp – utopi, Utopia |

Pornotopi eller pornutopia (engelska: Pornotopia eller Pornutopia) är en idé inom kritisk teori. Den beskriver en påhittad plats styrd av fantasier och dominerad av mänsklig sexuell aktivitet. Denna plats uttrycks i regel genom pornografi och annan erotica. Begreppet myntades 1996 och brukar kopplas till den amerikanska litteraturkritikern Steven Marcus, som hämtat sin inspiration från engelsk 1800-talslitteratur.

## Struktur
Pornotopin är en – oftast manligt kodad – fantasivärld. De sexuella handlingarna är centrala i denna värld, där sexet är utformat som rent begär och fysisk tillfredsställelse. Världen är ofta befolkad av lustorienterade och fysiskt attraktiva kvinnor som alltid är redo att ha opersonligt sex med främlingar och som enligt mallen har nära till orgasm.
Pornotopin (jämför utopi och Utopia) karaktäriseras av sin frihet från normala sociala begränsningar runt verklighetens tid och plats, och istället riktar det in sig kring de det omedvetnas lagar för njutning. Marcus summerade den här aspekten via principen "det är alltid sommar i Pornotopi". Hinder för att kunna njuta och uttrycka sin sexualitet fritt klyvs bort eller löses upp genom ett övermått av sexuell aktivitet.
I pornotopin existerar inte normala berättarmässiga flöden, och dessa är upphängda på en skör tråd. Exempel på dessa är pikareskromaner som möjliggör återkommande möten, och i de Sades romaner förekommer alla möjliga kombinationer av personer och kroppsöppningar. Marcus argumenterade för att den njutning som pornografin möjliggör paradoxalt nog fångar individen i denna njutning, och "det oundvikliga slutet av vad slag det vara månde är något som pornografin försöker kämpa emot".
Susan Sontag tog Catherine Robbe-Grillets roman L'Image (1956) som exempel på ett verk som överskrider sin genres gränser. Hon såg dess avslutning, med dess retrospektiva uppvisande av de sadomasochistiska händelserna, som en frysning av tiden som antyder en evig fortsättning. Detta är en nyckelegenskap hos pornotopin.

## Karaktär
I pornotopin är rollfigurerna typiskt sett hypersexuella. De är ständigt redo för sex, med en nästan obegränsad lust, återhämtning och fortsättning av aktiviteterna. Detta markerar en frihet från en yttre verklighet och tidsbegränsning.
På detta sätt kan rollfigurerna ofta ses som osårbara. I Anne Desclos roman Berättelsen om O (1954) visar berättelsens centrala metafor att kedjorna aldrig rostar i hennes sagoslott, att de boende aldrig skadas av deras aktiviteter och att romanfigurerna aldrig förlorar sina lockelse. Denna kapacitet hos romanen, liksom hos pornotopin rent generellt, att tillåta åtnjutandet av det imaginära ta över från Realitetsprincipen, observerades av Jacques Lacan som menade att "vad som än händer med subjektet kan omöjligt förstöra den aktuella bilden eller att ens slita ut det".

## Användning och kritik

### Bakgrund
Det engelska begreppet Pornotopia myntades 1996 av den amerikanske litteraturkritikern Steven Marcus, i hans bok The Other Victorians. Idén bakom namngivningen kom från Marcus' idé att pornografisk fiktion, som litterär genre, mest av allt liknade utopisk fantasy. Marcus hade där hämtat inspiration från 1800-talets engelska litteratur omkring sexualitet, skriven av moralister, läkare och erotikförfattare. Samma år publicerade Clive Blatchford artikeln "Internet as a Pornotopia?" (i tidningen Computers & Security), där det nya teknikplattformen Internet och dess stora andel pornografiskt material diskuteras.
År 1996 var även året då den amerikanske filosofen David O'Brien beskrev pornografin och dess värld under den alternativa stavningen Pornutopia, med tydligare koppling till Thomas Mores drömvärld Utopia. Detta gjordes i artikeln "Sexual Re(X)pression in the USA: Somewhere between Pornutopia and the Land of Puritans", där USA:s komplexa kulturliv mellan puritanism och massmedial sexualisering belyses. Senare använde Nancy Bauer, även hon filosof från USA, u-stavningen i sin essä "Pornutopia".
Benämningen pornotopi föregicks av Pornucopia, titeln på en erotisk roman och pikaresk publicerad 1988/1979 av den amerikanske science fiction-författaren Piers Anthony. Anthonys boktitel var en sammankoppling av de båda orden pornography och cornucopia – det sistnämnda engelskans och latinets ord för ymnighetshorn.

### Senare användning
Den amerikanske sociologen Daniel Bell har senare utvecklat idén. Han ser det aktiva främjandet av njutning i senkapitalismen som grunden för samhällets pornotopi, en värld som paradoxalt nog motarbetar de borgerliga dygder kring måttfullhet, kyskhet och renhet som kapitalismen vuxit upp tillsammans med.
Termen pornotopi har fortsatt att nyttjas i bland annat engelskspråkig litteraturkritik. Samuel R. Delanys Through the Valley of the Nest of Spiders (2012) recenserades i Los Angeles Review of Books under rubriken "Pornotopia". I Roger Bellins recension markeras det som att pornotopin lider av samma berättarmässiga problem som alla utopier, det vill säga som en oändligt lycklig plats som är roligare att bo i än att läsa om.
Året innan (2011) använde evolutionspsykologen Catherine Salmon i Psychology Today pornotopi som exempel på den manliga sexualitetens drömvärld. Hon jämförde denna med en kvinnlig motsvarighet, som hon benämnde Romantopia. Skillnaden mellan de båda skulle falla tillbaka på skillnaderna mellan manlig och kvinnlig sexualitet, där den förra handlar om sex för sin egen skull och den senare enligt henne mer siktar på att tillförsäkra sig kärlek och trygghet.
Ordet har även kommit till användning inom beskrivningar av det modernt urbana och reklamstyrda samhället. Rick Poynor beskrev 2006, i sin bok Designing Pornotopia: Travels in Visual Culture (Princeton Architectural Press), hur samtidens konsumtionssamhälle hämtat en hel del visuell inspiration från den ökande tillgängligheten och acceptansen för hårdpornografi. 2014 kom boken Pornotopia: An Essay on Playboy’s Architecture and Biopolitics, där tidningen Playboys relation till arkitektur och biopolitik beskrivs.

### Kritik mot teorin
Efter utgivningen av The Other Victorians har historikern Brian Harrison kritiserat Steven Marcus koncept kring pornotopin som ett resultat av en skev användning av litterära källor. Harrisons analys syftar på att Marcus endast använde ett litet urval av viktorianska texter omkring sexualitet, texter som han drog stora växlar på kring ändamål och drifter hos pornografin.
År 2017 utmanade även litteraturkritikern Thomas Joudrey Marcus teori, sedan han gått igenom samma material som Marcus baserat teorin på. Joudrey lyfte även de – enligt honom – lika framträdande kroppsliga misslyckandena, kroppsliga förfallet, lidande och död i de viktorianska romanerna, där detta uttrycktes genom impotens, kastrering, söndersliten förhud, slappa slidor, inkontinens och utbrott av syfilis; detta kunde också ses som omåttlig njutning.